# Pierre Ceresole
Pierre Ceresole (Lausana, 17 d'agost de 1870 – Lutry, 23 d'octubre de 1945) fou un enginyer suís. És conegut principalment com a pacifista, objector de consciència, quàquer i fundador l'any 1920 del Servei Civil Internacional (SCI), també conegut com a Servei Voluntari Internacional per a la Pau.
El seu cognom està escrit "Ceresole", ja que és d'origen italià, tot i que en algunes publicacions es pot trobar "Cérésole", amb grafia francòfona.

## Biografia
Pierre Ceresole va néixer a Lausana en el si d'una família suïssa de notables. El seu pare, Paul Ceresole, fou oficial superior de l'exèrcit suís, jutge del Tribunal Federal i president de la Confederació Suïssa. L'avi patern, Auguste Ceresole, era un pastor protestant i professor establert a Vevey. L'avi matern, Marc Secretan, va ser advocat i matemàtic, alhora que fotògraf de daguerreotips i fabricant d'instruments òptics.
La família va tenir deu fills, sent Pierre el penúltim. La seva mare va morir quan tenia nou anys, fet que el va marcar profundament.
Va estudiar enginyeria a la Universitat Politècnica Federal de Zúric i més tard matemàtiques i física a Alemanya .
Entre 1909 i 1914, va viatjar als Estats Units i al Japó i va treballar com a professor i enginyer. Quan va esclatar la Primera Guerra Mundial, va decidir tornar a Suïssa.
Durant la Primera Guerra Mundial, va manifestar públicament la seva negativa a la guerra i a poc a poc, va anar construint la seva visió pacifista. El 1915, va quedar profundament impressionat pel rebuig al servei militar apel·lant l'objecció de consciència del mestre John Baudraz. Ell mateix es va negar a pagar l'"impost militar" (impost que substituïa la participació a l'exèrcit, ja que Ceresole havia quedat alliberat de l'obligació de servir per motius de salut). Això li va valer la seva primera condemna a un dia de presó. Va publicar Religió i Patriotisme on explicava els motius de la seva negativa.
Entre 1915 i 1918, tornà a treballar com a enginyer. Més tard va ser contractat com a professor en diverses localitats, com Vevey i La Chaux-de-Fonds.
El 1919, convidat pel teòleg i pacifista Leonhard Ragaz a les reunions de Bilthoven (Països Baixos), va participar en la fundació del Moviment Internacional per a la Reconciliació (International Fellowship of Reconciliation). Es va convertir en el primer secretari general d'aquesta nova internacional de cristians pacifistes i després va establir contactes internacionals amb homes i dones que, com ell, estaven orientats a l'acció constructiva. Ceresole va quedar especialment impressionat per la tradició pacifista del quàquers, amb els quals va mantenir relacions molt estretes, fins que el 1936 també ell va esdevenir quàquer.
L'any següent, el 1920, va renunciar a aquest càrrec per crear el Servei Civil Internacional, una alternativa civil al servei militar obligatori, basada en el treball voluntari. L'any 1920 es va crear el primer camp de treball del SCI a Esnes, un poble prop de Verdun (França) que havia estat pràcticament destruït com a conseqüència de la guerra. Els voluntaris eren pacifistes de diverses nacionalitats (suïssos, alemanys, austríacs i anglesos). En aquest indret altament simbòlic, els voluntaris van treballar durant cinc mesos per a la reconstrucció i la reconciliació. El 1924, van tenir lloc els primers camps de treball del SCI a Suïssa, a Les Ormonts i a Someo, dues localitats que havien patit desastres naturals. Simultàniament, Ceresole va liderar una petició al parlament suís, que no va prosperar, per a la implantació d'un servei civil voluntari.
L'any 1928 té lloc un camp de treball a Schaan (Liechtenstein) per reconstruir una zona devastada per les inundacions. Va aplegar uns 700 voluntaris en diversos torns i va constituir un model de camp de treball per a experiències ulteriors del SCI a França i el Regne Unit durant els anys trenta.
Entre 1926 i 1937, Pierre Ceresole divideix el seu temps entre l'ensenyament a La Chaux-de-Fonds (com a professor de matemàtiques) i nombroses campanyes de serveis públics en diversos països i en particular a l'Índia, després del terratrèmol a Bihar (1934 -1937). Allà coneix Gandhi i li ret visita diversos cops.
El 1936, Romain Rolland va donar suport a la candidatura de Pierre Ceresole al Premi Nobel de la Pau  .
L'any 1937, l'SCI va liderar l'Ajuda Suïssa, plataforma d'entitats que va prestar ajuda humanitària durant la Guerra d'Espanya. Rodolfo Olgiati, secretari general del SCI, va ser alhora secretari de la plataforma. Ceresole no es va involucrar de manera directa en l'acció, però va continuar la seva lluita personal pels valors pacifistes. Quan va esclatar la Segona Guerra Mundial, va intentar accedir a Alemanya de manera il·legal, els anys 1942 i 1944, amb l'objectiu de persuadir les autoritats perquè posessin fi al conflicte. La majoria d'aquestes accions li van valer judicis i penes de presó.
El 26 de desembre de 1941, Pierre Ceresole es casa amb Lise David. Després d'una malaltia, Ceresole mor el 23 d'octubre de 1945.